# Jan Højland Nielsen

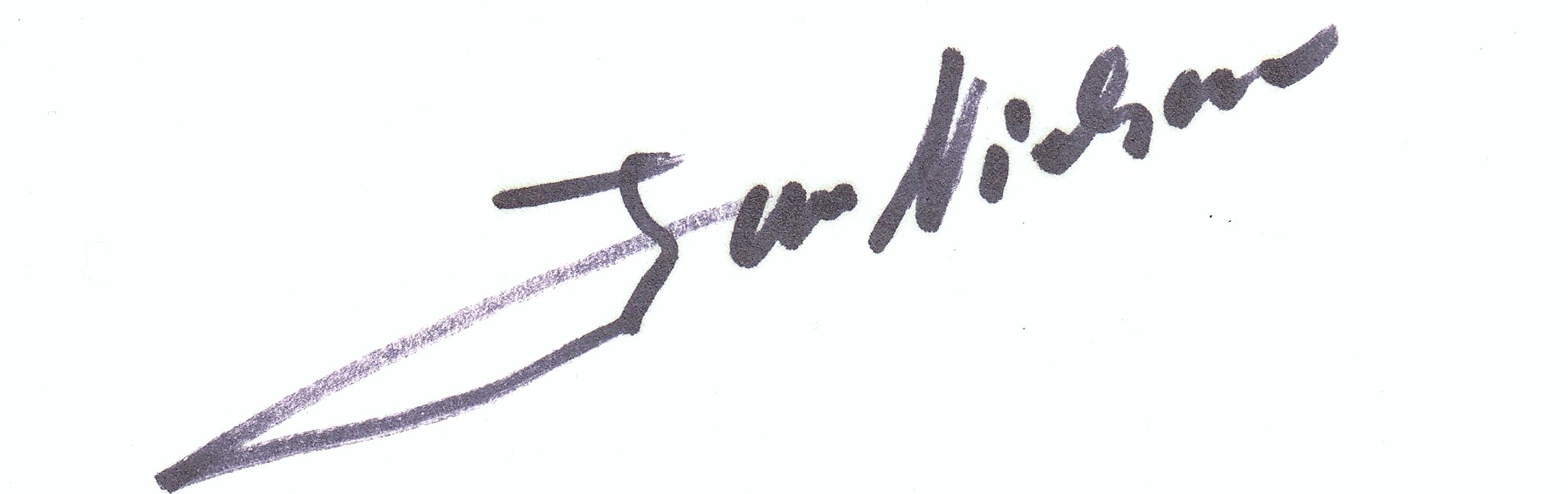
Autogramm von Jan Højland Nielsen aus der Saison 1977/78

Jan Højland Nielsen (* 15. Januar 1952 in Frederiksberg; † 3. Februar 2024) war ein dänischer Fußballspieler, dem der Sprung in die dänische Nationalmannschaft gelang und der zwischen 1974 und 1979 in Diensten des TSV 1860 München stand.

## Laufbahn
Nielsen begann das Fußballspielen im Alter von sieben Jahren. Seit seinem 16. Lebensjahr spielte er beim dänischen Traditionsverein B 93 Kopenhagen. Dort agierte er zuletzt als Mittelstürmer und wurde 1974 mit 18 Treffern Torschützenkönig in der zweiten dänischen Fußball-Liga. Damit hatte er die Aufmerksamkeit der Münchner Löwen auf sich gezogen, die ihn noch vor der Saison 1974/75 verpflichteten. Trotz seiner Torgefährlichkeit, die auch ausschlaggebend für seine Verpflichtung gewesen sein dürfte, wurde er zunächst als Libero und später im Mittelfeld eingesetzt.
Nielsen stieg mit 1860 München zweimal in die Fußball-Bundesliga auf, spielte jedoch nur eine Saison (1977/78) in der höchsten deutschen Fußballklasse, da er nach dem zweiten Aufstieg von 1979 in seine Heimat zurückkehrte, wo er abermals beim B 93 anheuerte.